# Völkerwanderungszeitliche Höhensiedlung
Als völkerwanderungszeitliche Höhensiedlungen werden Ansiedlungen auf erhöht liegenden Plätzen bezeichnet, die aus der Völkerwanderungszeit stammen. Derartige Siedlungen finden sich sowohl im römischen Gebiet als auch in den germanischen Gebieten, wie in Südwestdeutschland und dem Karpatengebiet.

## Alamannische Höhensiedlungen

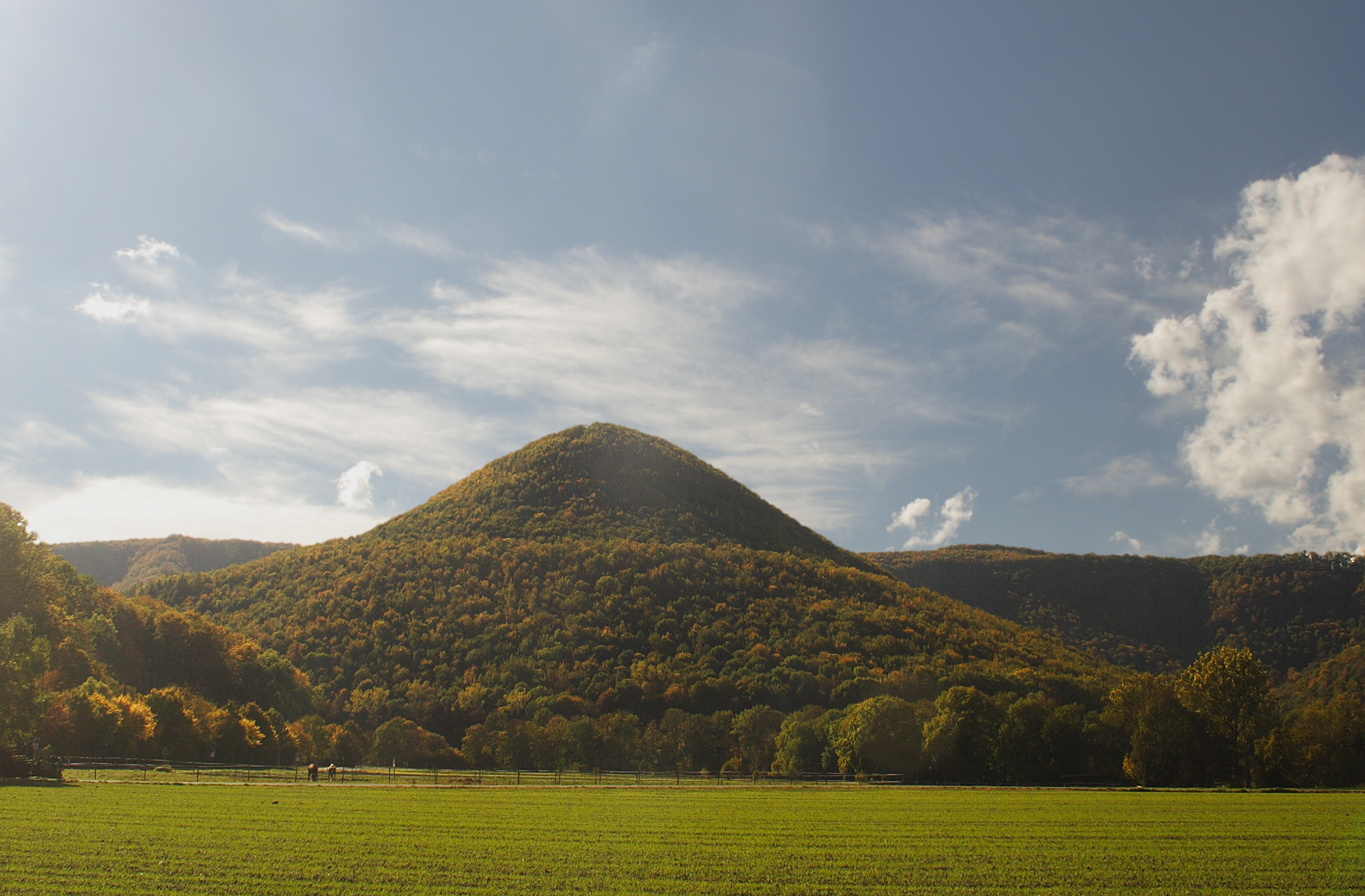
Der Runde Berg trug eine der am besten untersuchten Völkerwanderungszeitlichen Höhensiedlungen

Als alamannische Höhensiedlungen werden Anlagen in Süd- beziehungsweise Südwestdeutschland bezeichnet, die von dem germanischsprachigen Stammesverband der Alamannen vor allem im 4. und 5. Jahrhundert n. Chr. benutzt wurden. Einige im mittleren Südwestdeutschland liegende Höhensiedlungen dieser Zeit sind allerdings nicht zwingend mit Alamannen in Verbindung zu bringen, sondern dürften von anderen Gruppen, wie etwa den Burgundern, genutzt worden sein. Die meisten dieser Siedlungen befinden sich am Schwarzwaldrand und der Schwäbischen Alb, manche davon wurden bereits in vor- und frühgeschichtlicher Zeit genutzt.
Die Besiedlung der meisten Höhensiedlungen der Alpen bricht im späteren 5. Jahrhundert ab; nur wenige erreichen den Beginn des 6. Jahrhunderts. Die konkreten Gründe für die Aufgabe derartiger Siedlungen sind uns meistens nicht bekannt, nicht wenige dürften jedoch im Zuge der Kriege mit den Franken (Ende des 5./Anfang des 6. Jahrhunderts) untergegangen sein. Erst im 7. Jahrhundert wurden einige dieser Plätze offenbar wieder besiedelt. In diese Zeit fällt um 700 n. Chr. auch die mächtige Anlage auf dem Odilienberg.
Ursprünglich entstanden diese Zentren der in das vormalige Dekumatland eingedrungenen Stammesverbände im späten dritten Jahrhundert unter von zeitgenössischen römischen Historikern als reges oder reguli bezeichneten Anführern möglicherweise als Rückzugsburgen nach erfolgten Raubzügen in das noch römisch kontrollierte Nachbarland. Diese Gruppen setzten sich nach und nach im von der römischen Armee aufgegebenen Gebiet fest, das nun Alamannia genannt wurde, und besiedelten zunehmend den nunmehr herrschaftsfreien Raum. Die bislang wechselnden Stammeseinheiten gaben in den folgenden Jahren das mobile Leben auf und es entwickelten sich Herrschaftszentren, nachdem die territorialen Grenzen gegeneinander ausgefochten waren. Allerdings blieben die alamannischen Herrscher zumeist auf neutralem Gebiet, vor dem spätantiken Donau-Iller-Rhein-Limes, anders etwa als die fränkischen Herrscher in Gallien, und waren wohl vielfach durch foedera mit den Römern verbunden. Dabei gab es eine Vielzahl von unabhängigen Heerkönigen, so verhandelte Kaiser Probus mit neun „Königen“, 357 besiegte der spätere Kaiser Julian in der Schlacht von Argentoratum ein alamannisches Heer von sieben reges, zehn regales und zahlreichen optimates.
Heute sind etwa 60 solcher Siedlungen bekannt, die im Zuge der alamannischen Besiedlung der von den Römern Ende des 3. Jahrhunderts infolge der Räumung des Obergermanisch-Rätischen Limes ab 260 geräumten Gebieten entstanden sind. Allerdings wurden bisher nur wenige systematischen archäologischen Untersuchungen unterzogen. Verhältnismäßig gut dokumentiert ist etwa der Runde Berg bei Bad Urach und der Zähringer Burgberg. Teils wurden bei den Untersuchungen reichhaltige Funde gemacht, darunter auch mehrere Stücke römischen Ursprungs, was im Gegensatz zu den Funden aus den ländlichen Gegenden steht. Zu den archäologisch am besten erforschten Höhensiedlungen der Völkerwanderungszeit in Südwestdeutschland zählen neben dem bereits erwähnten Runden Berg und dem Zähringer Burgberg die Gelbe Burg, die Houbirg, der Reisberg bei Scheßlitz, die Wettenburg, der Glauberg, der Dünsberg sowie der Kügeleskopf und der Geißkopf am Ausgang des Kinzigtales. Auf zahlreichen weiteren Höhen lassen Einzelfunde ebenfalls ähnliche Stationen des 4. und 5. Jahrhunderts vermuten.
Über die Funktion dieser Höhensiedlungen herrscht in der Forschung keine Einigkeit. Teils wird die durchaus umstrittene These vertreten, dass diese Höhensiedlungen repräsentative Herrschaftssitze von alamannischen Fürsten bzw. Kleinkönigen waren; einige Namen solcher Herrscher sind aus spätantiken Quellen bekannt (etwa durch Erwähnung bei Ammianus Marcellinus). Für den Runden Berg etwa dürfte die Bezeichnung Herrschaftssitz zwar wahrscheinlich zutreffen, aber wenigstens bei den Höhensiedlungen, bei denen nur geringe Funde gemacht wurden, kann man eher von „Fluchtburgen“ ausgehen. Problematisch ist auch die Trennung in Herrschaftssitze und zivile Siedlungen. In den schriftlichen römischen Quellen werden keine dauerhaften Höhensiedlungen bei den Alamannen erwähnt, weshalb nur archäologische Befunde Auskunft über den Charakter derartiger Siedlungen geben können. Daher wurde auch vorgeschlagen, neutraler von „Höhenstationen“ zu sprechen, um der Vielfalt der Deutungsmöglichkeiten gerecht zu werden.

## Weitere germanische Höhensiedlungen
Auch weit außerhalb des von Alamannen besiedelten Gebietes gab es während der Völkerwanderungszeit derartige Höhensiedlungen, etwa am Oberleiser Berg in Niederösterreich. Aber auch im nördlichen und westlichen Karpatengebiet sind ähnliche Anlagen nachweisbar (Banská Bystrica, Burg Devín). Aus Thüringen sind ebenfalls einige derartige Anlagen nachgewiesen.

## Spätrömische und ostgotische Höhensiedlungen

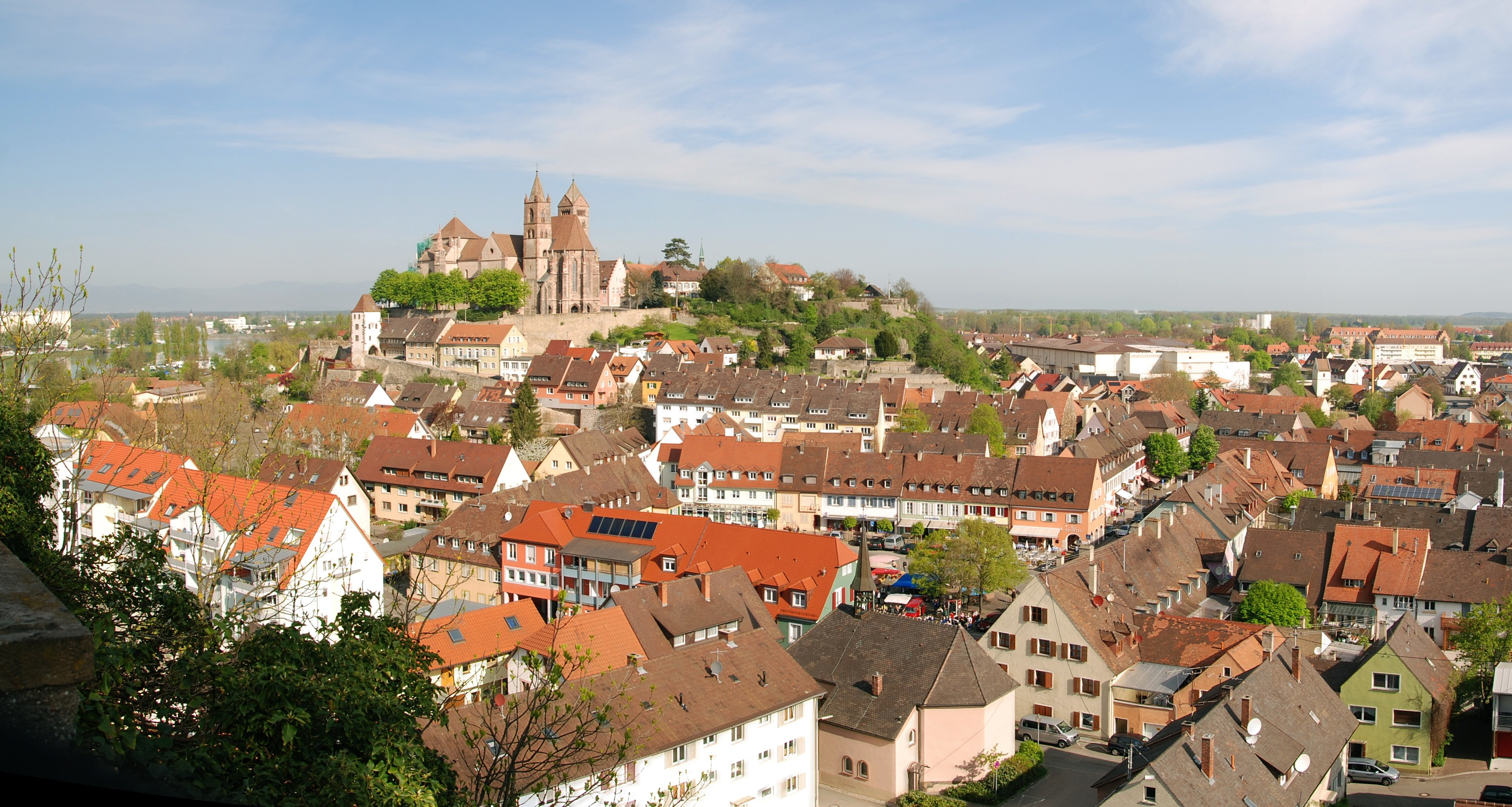
Auf dem Breisacher Münsterberg befand sich während der Völkerwanderungszeit eine römische Festung

Zahlreiche Höhensiedlungen der Spätantike und Völkerwanderungszeit sind auch aus den römischen Gebieten bekannt. Sie wurden offenbar errichtet, um der romanisierten Bevölkerung Schutz vor germanischen Angriffen zu bieten. Derartige Stationen kennt man beispielsweise aus dem Alpenraum, dem Balkangebiet oder den Gebieten um Ardennen und Eifel. Zu den stärkeren derartigen Einrichtungen zählt eine Festung mit doppeltem Graben und 3 m dicken Mauern, die in der ersten Hälfte des 4. Jahrhunderts auf dem Breisacher Münsterberg errichtet wurde. Etwas weiter südlich lag ebenfalls rechtsrheinisch das Kastell Sponeck auf einer Erhebung. Teilweise rekonstruiert ist die Spätrömische Höhenbefestigung Katzenberg im Moselgebiet. Aus dem Gebiet des Alpenrheins sind beispielsweise Castel-Carschlingg, Tiefencastel als Höhensiedlungen der Völkerwanderungszeit nachgewiesen. Auch die Hauptorte Chur, Bregenz verfügten neben der Talsiedlung über eine markante Höhe als gut zu verteidigenden Bereich. Weitere Völkerwanderungszeitliche Höhensiedlungen im Alpenraum waren, Teurnia, der Hemmaberg, der Ulrichsberg, der Salzburger Festungsberg, der Duel, Altenburg, Perdonig und Castelfeder. Diese Anlagen wurden nach Ende des Weströmischen Reiches teilweise von den Goten und Langobarden weitergenutzt. Insbesondere Garda und der Monte Barro fallen in diese spätere Epoche.
Nach der Völkerwanderungszeit bleiben einige dieser Anlagen in Benutzung. Im Oströmischen Reich werden sie Kastrone genannt. Eine der bekanntesten unter diesen Höhensiedlungen ist Iustiniana Prima im heutigen Serbien. Auch die Festung von Belgrad geht auf ein antikes Kastron (Singidunum) zurück.